# Atchison megye (Kansas)
Atchison megye az Amerikai Egyesült Államokban, azon belül Kansas államban található. Megyeszékhelye és legnagyobb városa Atchison. Lakosainak száma 16 348 fő (2020. április 1.). Atchison megye Doniphan, Buchanan, Leavenworth, Platte, Jefferson, Jackson és Brown megyékkel határos.

## Népesség
A megye népességének változása:
| Lakosok száma | 16 870 | 16 788 | 16 821 | 16 749 | 16 398 | 16 348 |
|               | 2010   | 2011   | 2012   | 2013   | 2015   | 2020   |